# Dzieci kukurydzy VIII: Geneza
Dzieci kukurydzy VIII: Geneza (tytuł oryg. Children of the Corn: Genesis) − amerykański film fabularny z 2011 roku, siódmy z kolei sequel horroru Dzieci kukurydzy (1984). Obraz napisał i wyreżyserował Joel Soisson, w rolach głównych wystąpili: Kelen Coleman, Billy Drago, Tim Rock i Duane Whitaker. Projekt wydany został przede wszystkim na rynku video; z dystrybucją kinową spotkał się w Japonii.

## Obsada
- Kelen Coleman − Allie
- Tim Rock − Tim
- Billy Drago − Cole/Kaznodzieja
- Barbara Nedeljáková − Helen/Oksana
- Duane Whitaker − Pritchett
- Dusty Burwell − dziecko
- J.J. Banicki − młody Cole